# Eustrotia manga
Eustrotia manga är en fjärilsart som beskrevs av Pierre E.L. Viette 1982. Eustrotia manga ingår i släktet Eustrotia och familjen nattflyn. Inga underarter finns listade i Catalogue of Life.